# 阿格角

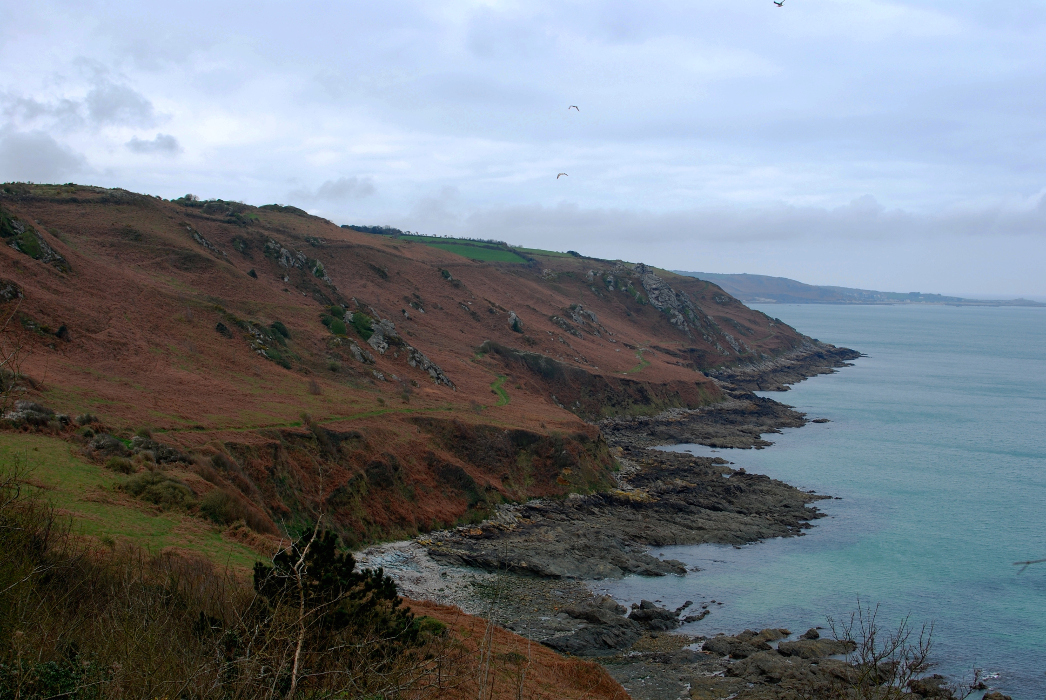

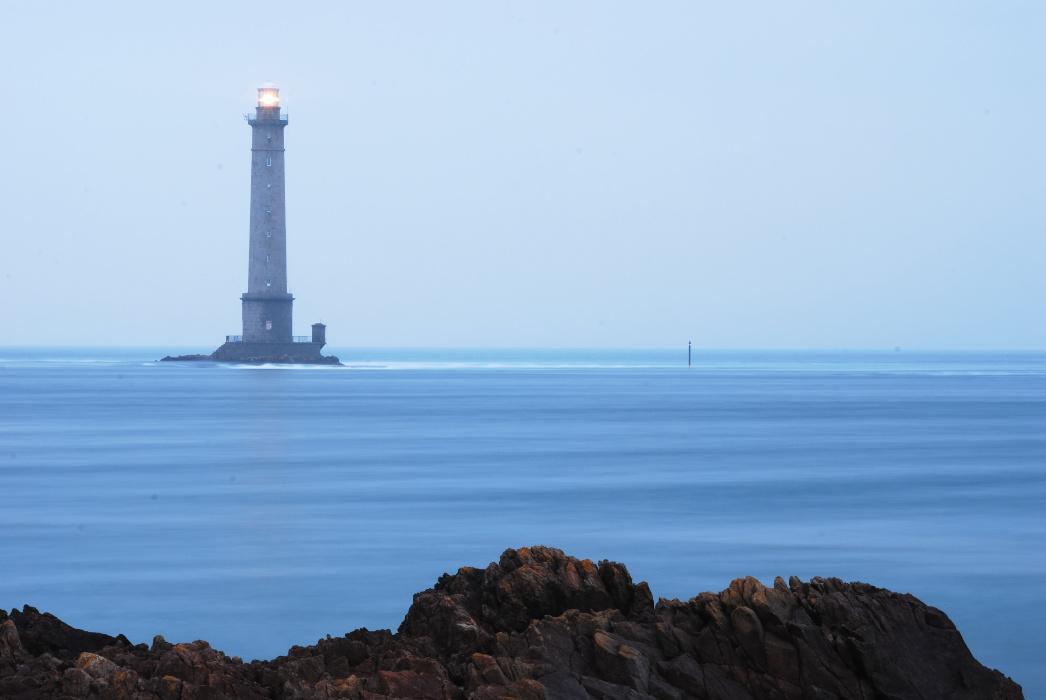

阿格角，又称拉阿格角（法語：Cap de la Hague，法語發音：[kap də la aɡ]），是法国诺曼底科唐坦半島的一个海角。该地有前寒武纪花岗岩和片麻岩悬崖，几个海湾和被树篱环绕的小田地。法国最古老的岩石发现于若堡的海岸上。该地还建有世界最大的轻水反应堆核废料后处理厂（占世界处理量的一半以上）。2017年，位于该海角的18个市镇合并为以该海角命名的新市镇。